# Wilhelm Simetsreiter
Wilhelm Simetsreiter (München,  1915. március 16.  –  München,  2001. július 17.) német labdarúgó.

## Pályafutása
Wilhelm Simetsreiter balszélsőként teljes pályafutását az FC Bayern München mezében játszotta le. Karrierje 1934-ben kezdődött és 1947-ben ért véget. A klub történelmében a leggyorsabb játékosok között tartják számon. 
A német válogatottban 1935 és 1937 között nyolc alkalommal lépett pályára, és nyolc gólt szerzett. Részt vett az 1936-os berlini olimpián. 1936. augusztus 4-én mesterhármas ért el a Luxemburg ellen 9–0-ra megnyert mérkőzésen, így ő lett az egyik legfiatalabb játékos, aki a Nationalelf mezében mesterhármast ért el.